# Dolichogryllus
Dolichogryllus is een geslacht van rechtvleugeligen uit de familie krekels (Gryllidae). De wetenschappelijke naam van dit geslacht is voor het eerst geldig gepubliceerd in 1910 door Bolívar.

## Soorten
Het geslacht Dolichogryllus omvat de volgende soorten:
- Dolichogryllus bicolor Chopard & Baccetti, 1968
- Dolichogryllus camerunensis Bolívar, 1910
- Dolichogryllus infuscatus Chopard, 1967